# Список русскоязычных экранизаций Шекспира

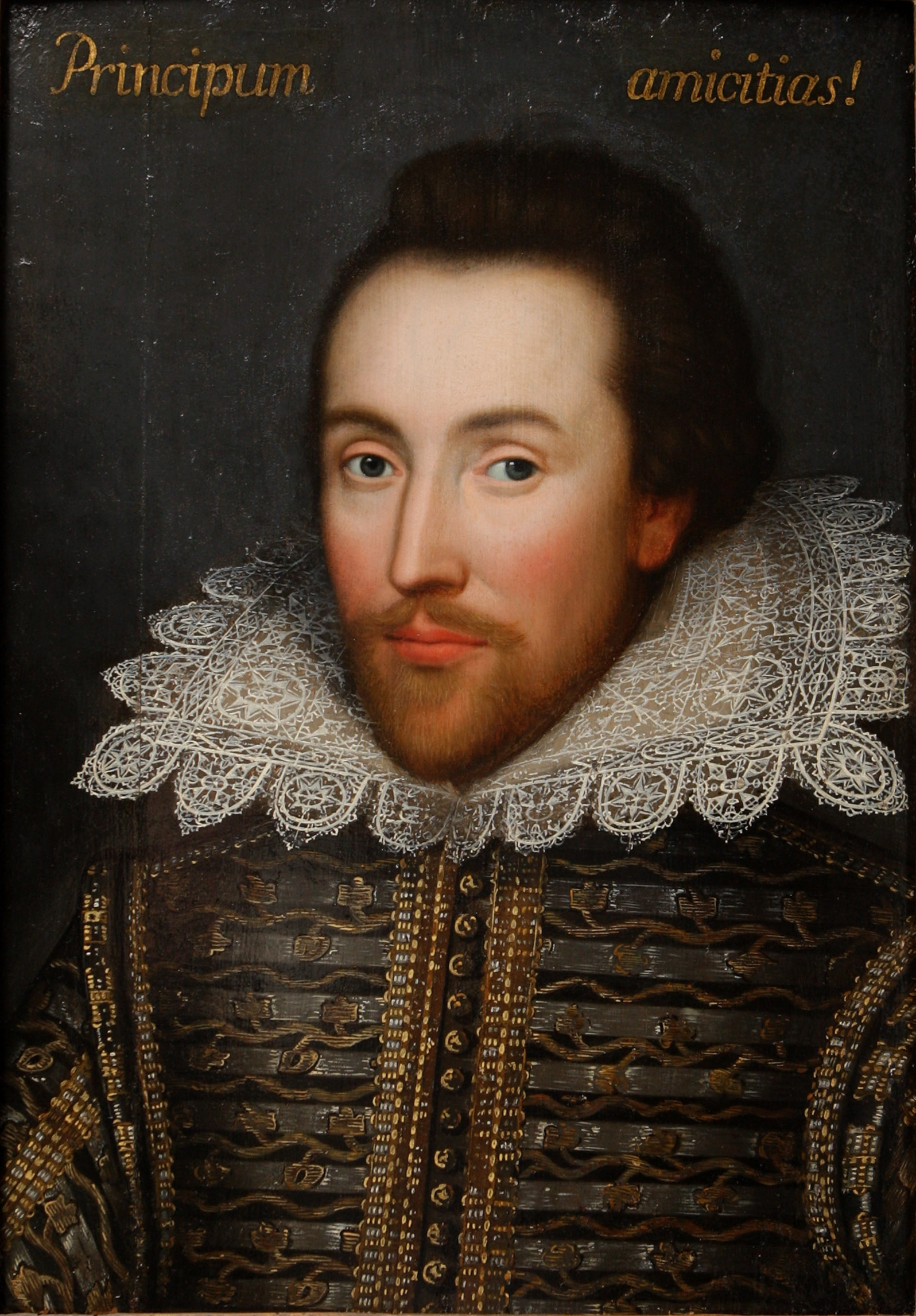

Список русскоязычных экранизаций Шекспира — включает фильмы по пьесам Шекспира, снятые в Российской Империи, Советском Союзе, Российской Федерации, а также в бывших республиках СССР, в случае, если они поставлены на русском языке.
В списке фигурируют как полнометражные фильмы, так и записи телеспектаклей. Помимо экранизаций собственно драматических произведений, здесь перечислены фильмы-балеты и фильмы-оперы по шекспировским пьесам.

## Трагедии

### Ромео и Джульетта
- 1954 — «Ромео и Джульетта» (СССР) (фильм-балет) музыка — Сергей Прокофьев, режиссёры Лев Арнштам, Леонид Лавровский, Ромео — Юрий Жданов, Джульетта — Галина Уланова
- 1983 — «Ромео и Джульетта» (СССР) (ТВ), режиссёр Анатолий Эфрос, Ромео — Александр Михайлов, Джульетта — Ольга Сирина, леди Капулетти — Ольга Барнет, Капулетти — Валентин Гафт, Тибальд — Леонид Каюров, Меркуцио — Владимир Симонов, Монтекки — Александр Филиппенко, брат Лоренцо — Александр Трофимов, Абрам — Евгений Дворжецкий, Пётр — Сергей Газаров, Самсон — Алексей Весёлкин
- 2004. «Ромео и Джульетта» (рус. короткометр. фильм, реж. Андрей Свиридов)

### Гамлет
- 1964 — «Гамлет», режиссёр Григорий Козинцев. В гл. роли Иннокентий Смоктуновский.
- «Гамлет» — фильм-балет, СССР, 1969 год. Режиссёр: Сергей Евлахишвили. Балетмейстер: Виктор Камков. Композитор: Д. Д. Шостакович. В главной партии Марис Лиепа (Гамлет). В ролях:  Маргарита Алфимова (Гертруда), Сергей Радченко (Клавдий),  Ирина Холина (Офелия).
- «Гамлет» — фильм-балет, СССР, 1971 год. Композитор П. И. Чайковский. Балетмейстер-постановщик и исполнитель главной партии — Никита Долгушин.
- 2004 год. «Гамлет». Режиссёр: Галина Любимова. Актёры: Виталий Копылов, Сергей Бызгу. Запись спектакля театра «Фарсы».
- 2010 — «Гамлет. XXI век». Реж. Юрий Кара.

### Отелло
- Отелло — Мосфильм, СССР, 1955 год. Режиссёр — Сергей Юткевич. В ролях Сергей Бондарчук (Отелло), Ирина Скобцева (Дездемона).
- Отелло под названием «Венецианский мавр» — СССР,  фильм-балет, 1960 год. Композитор Алексей Мачавариани. Режиссёр, балетмейстер-постановщик и исполнитель главной роли Отелло —  Вахтанг Чабукиани. В ролях: Вера Цигнадзе ( Дездемона), Зураб Кикалейшвили (Яго).
- Отелло — СССР, фильм-опера по Дж. Верди, 1979 год. Режиссёр Виктор Окунцов, музыкальный руководитель и дирижёр Марк Эрмлер. В главной партии Владимир Атлантов (Отелло). В ролях: Милена Тонтегоде (поёт Тамара Милашкина) (Дездемона), Александр Романцов (поёт Александр Ворошило) (Яго).
- Отелло под названием «Павана мавра» — Ленфильм, СССР, фильм-балет, 1985 год. Музыка Генри Пёрселла, хореография Хосе Лимона. Балетмейстер-постановщик и исполнитель главной роли Мавра (Отелло) — Никита Долгушин. В ролях: Елена Евтеева (Жена Мавра), Марат Даукаев (Друг Мавра), Габриэла Комлева (Жена Друга).

### Король Лир
- 1971 — «Король Лир» — реж.: Григорий Козинцев. В главной роли Юри Ярвет.
- 1982. «Король Лир». Режиссёр: Леонид Хейфец. Актёры: Михаил Царев, Валентин Ткаченко. Постановка Государственного академического Малого театра Союза ССР.
- 2006 год. «Король Лир». Режиссёры: Павел Хомский, Михаил Козаков, Игорь Штернберг. Актёры: Михаил Козаков, Нелли Пшенная, Лариса Кузнецова. Спектакль театра «Моссовета».
- 2009 год. «Король Лир». Режиссёр: Юрий Бутусов. Актёры: Константин Райкин, Тимофей Трибунцев. Спектакль театра «Сатирикон».

### Антоний и Клеопатра
- «Антоний и Клеопатра», (1977), СССР: фильм-балет Ленинградской студии телевидения, балетмейстер И.Чернышёв, муз. Э.Лазарева; Клеопатра — Алла Осипенко, Антоний — Джон Марковский
- 1980. «Антоний и Клеопатра». Режиссёры: Леонид Пчёлкин, Евгений Симонов. Актёры: Михаил Ульянов, Василий Лановой. Спектакль Государственного академического театра имени Евг. Вахтангова.

### Макбет
- 1996. «Макбет». Режиссёр: Роберт Стуруа. Актёры: Давид Папуашвили, Темико (Темур) Чичинадзе. Спектакль театра им. Шота Руставели.

### Кориолан
- 1968. «Кориолан». Режиссёр: Давид Карасик. Актёры: Сергей Юрский, Лев Петропавловский
- 1982. «Кориолан». Режиссёры: Аркадий Айрапетян, Рачия Капланян. Актёры: Хорен Абрамян, Оваким (Аким) Галоян. Спектакль Государственного театра имени Г.Сундукяна.

### Сборные
- 1988. Шекспириана. Совм. производство СССР, Чехословакия, ФРГ. Фильм-балет. В основе — сюжеты трагедий Шекспира «Отелло», «Гамлет», и «Ромео и Джульетта». Режиссёр: Феликс Слидовкер
- 1992. Шекспир: Великие комедии и трагедии. Сезон 1: Сон в летнюю ночь, Буря, Макбет, Ромео и Джульетта, Гамлет, Двенадцатая ночь, Сезон 2: Ричард III, Укрощение строптивой, Как вам это понравится, Юлий Цезарь, Зимняя сказка, Отелло.
- 2004. «Играем Шекспира» из трех частей: «Воспоминание о Гамлете», «О двух комедиях» и «Размышления о Лире». Фильм Михаила Козакова

## Комедии

### Сон в летнюю ночь
- «Сон в летнюю ночь» (Россия, 1911 год, фирма «Братья Пате»)[1]

### Много шума из ничего
- Телеспектакль «Много шума из ничего» 1956 года — СССР, режиссёр фильма Лев Замковой. В ролях Юрий Любимов, Людмила Целиковская
- Фильм «Много шума из ничего» 1973 года, СССР, режиссёр Самсон Самсонов. В ролях Константин Райкин
- Фильм «Любовью за любовь» — 1983 года, СССР, музыкальный фильм. В ролях Лариса Удовиченко, Леонид Ярмольник

### Укрощение строптивой
- 1961 — «Укрощение строптивой» — реж.: Сергей Колосов. В роли Катерины — Людмила Касаткина
- 1964 — Режиссёр: Наталья Баранцева. Актёры: Леонид Марков, Юрий Фомичёв. Музыкально-драматическая постановка. В основе — фрагменты оперы В.Шебалина.
- 1973 — телезапись спектакля, в ролях — Алиса Фрейндлих

### Буря
- 1988. Режиссёры: Анатолий Эфрос, Андрей Торстенсен. Актёры: Анастасия Вертинская, Виктория Верберг. По одноимённому произведению У.Шекспира и опере Г.Перселла «Буря, или Зачарованный остров».
- 1992 — «Буря», реж. С.Соколов (Россия и Великобритания)

### Двенадцатая ночь
- 1955 год, «Двенадцатая ночь». Реж. Ян Фрид. В ролях Клара Лучко.
- 1978, «Двенадцатая ночь». В ролях Марина Неёлова, Анастасия Вертинская
- 1986, Двенадцатая ночь, или Что угодно, телефильм-балет Б. Эйфмана

### Комедия ошибок
- 1977, Комедия ошибок (реж. Вадим Гаузнер, автор сценария Фридрих Горенштейн, композитор Вячеслав Ганелин, в ролях Михаил Козаков, Михаил Кононов, Софико Чиаурели и др.)

### Виндзорские насмешницы
- 1973, «Сэр Джон Фальстаф» (По мотивам комедии У. Шекспира «Виндзорские Насмешницы» и опере Дж. Верди «Фальстаф»). Телеспектакль. Режиссёр: Наталья Баранцева. В ролях: Михаил Жаров (Фальстаф), Микаэла Дроздовская, Татьяна Брагина, Виктория Духина, Вячеслав Дугин, Гарри Дунц, Алексей Кузнецов, Александр Граве, Николай Пажитнов (поют Фальстаф — Виктор Нечипайло, Форд — Владимир Валайтис, Мэг Пэйдж — Ирина Архипова, в титрах не указаны Алиса Форд, но в спектакле Большого театра это Галина Вишневская)

- 1983, «Комический любовник, или Любовные затеи сэра Джона Фальстафа» (реж. В. Рубинчик, в роли Фальстафа А. Папанов, в ролях — Е. Евстигнеев, Б Хмельницкий, Т. Васильева и др.)

### Мера за меру
- 1988. «Мера за меру». Режиссёр: Иван Петров. Актёры: Владимир Ефремов, Артем Иноземцев. Спектакль Государственного русского драматического театра Литовской ССР.

### Венецианский купец
- 1993 год. «Шейлок». Реж. Борис Бланк. В ролях: Кахи Кавсадзе (Шейлок), Ирина Метлицкая (Порция), Марина Майко, Олеся Дорошина,Андрей Руденский, Николай Добрынин, Александр Зуев (Бенволио), Александр Домогаров, Владимир Зайцев, Аркадий Левин, Сергей Карленков

### Зимняя сказка
- 1988. Режиссёр: Антонина Зиновьева. Актёры: Евгений Лазарев, Ольга Остроумова. Спектакль Государственного академического театра имени Моссовета.